# Campeonato Brasileiro Série C 1990
Il Campeonato Brasileiro Série C 1990 è stata la 3ª edizione del Campeonato Brasileiro Série C.

## Prima fase

### Gruppo A
| Pos. | Squadra     | Pt | G | V | N | P | GF | GS | DR |
| ---- | ----------- | -- | - | - | - | - | -- | -- | -- |
| 1    | Paysandu    | 7  | 4 | 3 | 1 | 0 | 5  | 1  | +4 |
| 2    | Fortaleza   | 6  | 4 | 2 | 2 | 0 | 5  | 2  | +3 |
| 3    | Maranhão    | 4  | 4 | 1 | 2 | 1 | 5  | 3  | +2 |
| 4    | Tiradentes  | 3  | 4 | 1 | 1 | 2 | 4  | 6  | -2 |
| 5    | Nacional-AM | 0  | 4 | 0 | 0 | 4 | 2  | 9  | -7 |

### Gruppo B
| Pos. | Squadra    | Pt | G | V | N | P | GF | GS | DR |
| ---- | ---------- | -- | - | - | - | - | -- | -- | -- |
| 1    | América-RN | 7  | 4 | 3 | 1 | 0 | 7  | 3  | +4 |
| 2    | Estudantes | 5  | 4 | 2 | 1 | 1 | 4  | 3  | +1 |
| 3    | CSA        | 4  | 4 | 1 | 2 | 1 | 4  | 4  | 0  |
| 4    | América-PE | 2  | 4 | 0 | 2 | 2 | 0  | 2  | -2 |
| 5    | Campinense | 2  | 4 | 0 | 2 | 2 | 2  | 5  | -3 |

### Gruppo C
| Pos. | Squadra             | Pt | G | V | N | P | GF | GS | DR |
| ---- | ------------------- | -- | - | - | - | - | -- | -- | -- |
| 1    | América-MG          | 6  | 4 | 2 | 2 | 0 | 3  | 0  | +3 |
| 2    | Colatina            | 5  | 4 | 1 | 3 | 0 | 4  | 2  | +2 |
| 3    | America-RJ          | 4  | 4 | 2 | 0 | 2 | 4  | 5  | -1 |
| 4    | Fluminense de Feira | 3  | 4 | 1 | 1 | 2 | 3  | 4  | -1 |
| 5    | Lagarto EC          | 2  | 4 | 0 | 2 | 2 | 1  | 4  | -3 |

### Gruppo D
| Pos. | Squadra            | Pt | G | V | N | P | GF | GS | DR |
| ---- | ------------------ | -- | - | - | - | - | -- | -- | -- |
| 1    | Atl. Goianiense    | 8  | 4 | 4 | 0 | 0 | 12 | 3  | +9 |
| 2    | Gama               | 6  | 4 | 3 | 0 | 1 | 3  | 1  | +2 |
| 3    | Vila Nova          | 4  | 4 | 2 | 0 | 2 | 6  | 6  | 0  |
| 4    | União Rondonópolis | 2  | 4 | 1 | 0 | 3 | 2  | 5  | -3 |
| 5    | Ubiratan           | 0  | 4 | 0 | 0 | 4 | 2  | 10 | -8 |

### Gruppo E
| Pos. | Squadra             | Pt | G | V | N | P | GF | GS | DR |
| ---- | ------------------- | -- | - | - | - | - | -- | -- | -- |
| 1    | Bangu               | 5  | 4 | 1 | 3 | 0 | 3  | 0  | +3 |
| 2    | Noroeste            | 5  | 4 | 2 | 1 | 1 | 6  | 5  | +1 |
| 3    | Esportivo de Passos | 4  | 4 | 1 | 2 | 1 | 5  | 5  | 0  |
| 4    | Mogi Mirim          | 3  | 4 | 1 | 1 | 2 | 2  | 3  | -1 |
| 5    | Campo Grande        | 3  | 4 | 1 | 1 | 2 | 2  | 5  | -3 |

### Gruppo F
| Pos. | Squadra           | Pt | G | V | N | P | GF | GS | DR |
| ---- | ----------------- | -- | - | - | - | - | -- | -- | -- |
| 1    | Paraná            | 7  | 4 | 3 | 1 | 0 | 8  | 1  | +7 |
| 2    | Caxias            | 4  | 4 | 2 | 0 | 2 | 5  | 7  | -2 |
| 3    | Ponte Preta       | 4  | 4 | 1 | 2 | 1 | 3  | 3  | 0  |
| 4    | União Bandeirante | 3  | 4 | 1 | 1 | 2 | 3  | 5  | -2 |
| 5    | América-SP        | 2  | 4 | 1 | 0 | 3 | 1  | 4  | -3 |

## Seconda fase

### Quarti di finale
| Squadra 1  | Totale | Squadra 2       | Andata | Ritorno |
| ---------- | ------ | --------------- | ------ | ------- |
| América-MG | 4 - 2  | Paysandu        | 4 - 0  | 0 - 2   |
| Fortaleza  | 1 - 1  | América-RN      | 0 - 0  | 1 - 1   |
| Gama       | 1 - 4  | Atl. Goianiense | 1 - 0  | 0 - 4   |
| Bangu      | 1 - 1  | Paraná          | 1 - 1  | 0 - 0   |

### Semifinali
| Squadra 1  | Totale | Squadra 2       | Andata | Ritorno |
| ---------- | ------ | --------------- | ------ | ------- |
| América-RN | 2 - 7  | Atl. Goianiense | 0 - 2  | 2 - 5   |
| América-MG | 2 - 1  | Paraná          | 1 - 0  | 1 - 1   |

### Finali
| Squadra 1  | Totale          | Squadra 2       | Andata | Ritorno |
| ---------- | --------------- | --------------- | ------ | ------- |
| América-MG | 0 - 0 (2-3 dcr) | Atl. Goianiense | 0 - 0  | 0 - 0   |